# Aristovia daniili
Aristovia daniili (лат.) — ископаемый вид тараканосверчков, единственный в составе рода Aristovia и семейства Aristoviidae (подотряд Grylloblattodea). Обнаружены в бирманском янтаре (меловой период, Мьянма, Юго-Восточная Азия). Назван в честь российского палеоэнтомолога Даниила Сергеевича Аристова (1979—2022).

## Распространение
Самка тараканосверчка обнаружена в куске бирманского янтаря (меловой период, Мьянма, Юго-Восточная Азия) неправильной прямоугольной формы, приблизительно 30 × 25 × 8 мм, более или менее плоский сверху и снизу; прозрачный. Находка (GPIH no. 5084, CCGG no. 11293 из коллекции музея Geology and Palaeontology Museum Гамбургского университета, Германия) включает голотип нового вида и фрагменты растительных остатков и насекомых. Образец находится в дорсальном положении, почти цел, но брюшко утрачено, все крылья находятся в положении покоя, присутствует несколько яиц.

## Описание
Длина тела самки 25 мм. Длина головы 2,7 мм; ширина 3 мм. Длина передних крыльев 16,9 мм, они в 3,4 длиннее своей ширины. Тело коричневое. Мандибулы, лацинии и максиллярные щупики черновато-коричневые, галеа коричневая, усики чёрные. Пронотум светло-коричневый. Крылья прозрачные с коричневыми жилками. Ноги коричневые, коготки светло-коричневые. Яйца чёрные с узкими светлыми полосами вдоль продольных гребней. Длина яиц 1,5—1,6 мм; капсула удлинённая; на боковом виде вентральная сторона S-образная, а дорсальная почти прямая; боковые стороны с тремя низкими продольными гребнями; оперкулюм широко овальный. В передних крыльях поперечные жилки присутствуют между основными жилками. Жилка Sc заканчивается на RA около вершины крыла. Субкостальная область узкая. RA простой, почти прямой, параллелен Sc, заканчивается на переднем крае крыла. Вилка RA/RS немного позже базальной четверти длины крыла; RS сзади гребенчатый, с четырьмя ветвями. Область между передним краем крыла и Sc и область Sc-RA немного более узкая, чем область RA-RS. Основание М отсутствует. МА отходит от CuA в базальной пятой части длины крыла, апикально с короткой вилкой. MP отходит от CuA немного позже начала MA, с четырьмя ветвями, направленными к заднему краю крыла; средняя часть MP склеротизирована. Кубитальная жилка разветвляется на CuA и CuP около основания крыла; обе жилки простые, область CuA-CuP с несколькими прямыми поперечными жилками. A1 и A3 простые, A2 с развилкой.
Ноги крупные. Бёдра и голени всех ног с густыми микрощетинками, шипики и длинные волоски отсутствуют, но апикальная часть голени вентрально содержит два относительно коротких апикальных шипика. Передняя лапка с расширенной коксальной костью; бедро толстое, 2,3 мм длиной; голень 2,4 мм длиной. Средняя лапка похожа на переднюю; бедро 2,4 мм длиной; голень 2,7 мм длиной, тарзус 5-сегментный, вершинный сегмент с длинными тарзальными коготками, длина коготка в 0,5 раза больше 5-го сегмента. Задние ноги хорошо сохранились; кокса увеличена; трохантер удлинён; бедро длинное, 3,4 мм длиной, в 3,5 раза длиннее ширины; голень 3,6 мм длиной, в 1,1 раза длиннее бедра; тарзус 5-сегментный, длина 1—4-го сегментов почти одинаковая, каждый сегмент вентрально с парой эуплантул; 5-й сегмент самый длинный, с большой непарной эуплантулой и длинными тарзальными коготками, аролия отсутствует.
Новые вид, род и семейство наиболее сходны с раннепермскими-среднетриасовыми Megakhosaridae и среднепермскими-среднеюрскими Blattogryllidae по крупной голове с относительно большими сложными глазами и тремя маленькими оцеллиями, нитевидным многочлениковыми усикам, ортоптероидным ротовым аппаратам, 5-сегментным лапкам и жилкованию крыльев, но отличается от них отсутствием параноталий (боковых расширений переднеспинки) и тем, что жилка Sc заканчивается на RA около вершины как передних, так и задних крыльев. В Megakhosaridae и Blattogryllidae кольцо параноталий всегда присутствует, а жилка Sc заканчивается на C. Новое семейство также похоже на бескрылых Grylloblattidae, но легко узнаваемо по отсутствию сильной поперечной бороздки, отделяющей переднюю часть переднеспинки от задней, характерной для всех известных современных видов Grylloblattidae.

## Систематика
Вид был впервые описан в 2023 году и выделен в отдельные монотипические род Aristovia Storozhenko & Gröhn, 2023 и семейство Aristoviidae Storozhenko & Gröhn, 2023. Новый род отличается от Sylvalitoralis и особенно от S. cheni Zhang, Bai & Yang, 2016, описанного по единственной нимфе из бирманского янтаря, отсутствием волосков на переднеспинке и крупными ногами (у S. cheni ноги стройные и дорсальная сторона переднеспинки с многочисленными длинными волосками).